# Davy Jones

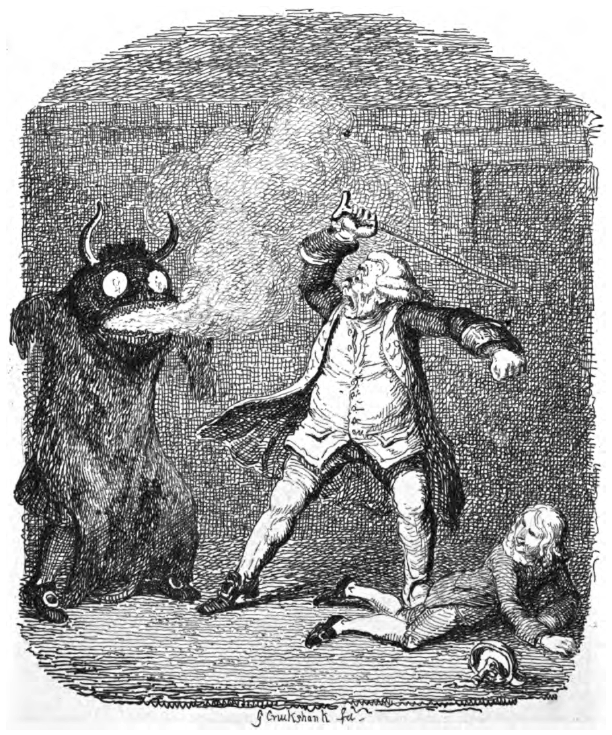
Davy Jones (pictură de George Cruikshank din 1832), așa cum este descris de Tobias Smollett în Aventurile lui Perigrine Pickle

Davy Jones este o ființă imaginară, un diavol de mare, asociat cu moartea prin înecare în adâncurile mării. Numele său este cel mai adesea asociat cu expresia "Davy Jone's Locker", un eufemism pentru "Cufărul lui Davy Jones", conceput ca „locul de veci al marinarillor”.
Davy Jones este considerat a fi un spirit rău care trăiește în mare, cufărul său fiind oceanul, care "atrage" marinarii morți. Expresia "Cufărul lui Davy Jones" a devenit cunoscută publicului larg prin lucrarea "Aventurile lui Perigrine Pickle" a scriitorului englez Tobias Smollett. Smollett scria în cartea sa, că, același Davy Jones, potrivit marinarilor superstițioși, este diavolul, care comandă toate spiritele abisului.